# Prebostazgo
El prebostazgo (en francés: Prévôté, destacamento de policía asignado, en tiempo de guerra, a una unidad) fue durante el Antiguo Régimen el primer grado de la justicia real. Aparecidos en el siglo XI los prebostazgos eran denominados de diferentes maneras según la región: vizcondados en Normandía, veguerías en Provenza, judicaturas o bailías en el Sur. Las personas encargadas de los prebostazgos eran, en principio, muy pocas. Los prebostazgos se fueron ampliando en la Edad Media y comprendían a los consejeros, lugartenientes y procuradores reales. En ellos se juzgaban, normalmente, todos los casos civiles y criminales de su administración, excepto los casos reales (lesa majestad, falsificación monetaria, herejía, desórdenes públicos...) así como aquellos que concernían a la nobleza y a los privilegiados, que eran sometidos a las jurisdicciones señoriales. 
En Bélgica el prebostazgo hacía referencia a la policía militar de las Fuerzas Belgas en Alemania.
- Datos: Q131160300